# Kōjirō Kaimoto
Kōjirō Kaimoto (jap. 海本 幸治郎, Kaimoto Kōjirō; * 14. Oktober 1977 in der Präfektur Osaka) ist ein ehemaliger japanischer Fußballspieler.

## Karriere
Kaimoto erlernte das Fußballspielen in der Schulmannschaft der Tokai University Gyosei High School. Seinen ersten Vertrag unterschrieb er 1996 bei Gamba Osaka. Der Verein spielte in der höchsten Liga des Landes, der J1 League. Für den Verein absolvierte er 29 Erstligaspiele. 2001 wechselte er nach Südkorea zu Seongnam Ilhwa Chunma. 2003 kehrte er nach Japan zurück und spielte beim Erstligisten Nagoya Grampus Eight. Für den Verein absolvierte er 39 Erstligaspiele. 2005 wechselte er zum Ligakonkurrenten Albirex Niigata. Für den Verein absolvierte er 11 Erstligaspiele. 2006 wechselte er zum Zweitligisten Tokyo Verdy. 2007 wurde er mit dem Verein Vizemeister der J2 League und stieg in die J1 League auf. Für den Verein absolvierte er 52 Spiele. Danach spielte er in Australien beim Bonnyrigg White Eagles FC und bei North Queensland Fury. Ende 2009 beendete er seine Karriere als Fußballspieler.